# Symphyloxiphus bicolor
Symphyloxiphus bicolor är en insektsart som först beskrevs av Lucien Chopard 1913.  Symphyloxiphus bicolor ingår i släktet Symphyloxiphus och familjen syrsor. Inga underarter finns listade i Catalogue of Life.